# Постельничий
Посте́льничий (др.-рус. постельникъ — «спальник, смотрящий за спальней») — старинная должность придворного, в обязанности которого входило следить за чистотой, убранством и сохранностью царской постели.
Постельничими обычно назначались близкие к царю бояре. Впервые чин упоминается в Русском государстве в Софийском временнике (1460) и Молдавском княжестве. Татищев сообщает, что ранее этот чин назывался покладник. Некоторые лица жаловались царём в думные постельничие.

## Обязанности
При вступлении в должность постельничий присягал хранить государеву постель от колдовства и волшебства. Постельничие ведали спальниками и всеми людьми, служившими при государевой спальне.
Постельничие получили определённое место на лестнице придворных чинов и точнее урегулированное ведомство, состоявшее, кроме ведания постели, в заведовании всей «постельной казной» князя или царя (иконы, кресты, посуда золотая и серебряная, платье и тому подобное), а также шитьём платья и белья, вследствие чего в ведомстве постельничего находились мастера этого дела и Царская мастерская палата.
Постельничий был ближайшим слугой государя; он спал с ним в одной комнате, ходил с ним в баню, сопровождал его в торжественных выходах, наблюдая, чтобы стул, скамеечка под ноги и другие необходимые государю вещи всегда были к его услугам. Если сам постельничий не мог следовать за государем «со стряпнёй», то назначался иной чин, но с оговоркой, что он идёт «стряпнёй вместо постельничего». В распоряжении постельничего состояли стряпчие («со стряпнёй») и спальники. «Товарищем» постельничего был «стряпчий с ключом».
Позднее чин постельничего стал называться верховный комнатный, а с 1709 года Г. И. Головкин стал называться канцлером.
Оклад постельничего составлял 220—280 рублей

## Список постельничих и постельниц
| Год                                 | Фамилия, Имя, Отчество               | Примечания |
| ----------------------------------- | ------------------------------------ | --- |
| Иван III Васильевич                 |                                      | |
| 1492                                | Заболоцкий Семён Угримович           | Упомянут постельничим в Новгородских походах 1492 и 1495 годов. |
| 1495                                | Ёрш-Отяев Иван Фёдорович             | |
| 1495                                | Карпов Фёдор Иванович                | Сын боярский, впоследствии известный дипломат |
| 1495                                | Сатин Смага Андреевич                | Постельничий сопровождавший царя в Новгород. |
| 1495                                | Сатин Василий Михайлович             | Постельничий сопровождавший царя в Новгород. |
| 1495                                | Сатин Иван Андреевич Ёрш             | Постельничий сопровождавший царя в Новгород. |
| 1495                                | Волынский Иван Иванович Ус           | Постельничий сопровождавший царя в Новгород. |
| 1501                                | Брюхо Семён Иванович                 | |
|                                     | Брюхово-Морозов Семён Борисович      | Постельничий († 1507). |
|                                     | Еропкин Афанасий Иванович            | Сын боярский |
| Василий III Иванович                |                                      | |
| 1508                                | Еропкин Михаил Степанович            | Пожалован в окольничие († 1513). |
| Иван IV Васильевич                  |                                      | |
|                                     |                                      | При малолетстве царя 9 лет постельничих не было |
| 1554-1559                           | Вешняков Игнатий Михайлович          | Сын Псковского дьяка, постельничий (1554-1559), воевода в Астраханском походе (1554), упомянут на свадьбе князя Владимира Андреевича (1558), воевода в Ливонском походе (1559), погребён в Сергиево-Троицком монастыре († 1561). |
| 1562                                | Волынский Яков Васильевич Крюк       | В 1562 году пожалован в постельничий, окольничий |
| 1567                                | Годунов Дмитрий Иванович             | |
| 1567                                | Поярков Пётр Андреевич               | |
| 1568                                | Гундоров Иван Григорьевич            | Стряпчий, в 1544 году участник Полоцкого похода, в 1568 году упомянут первым постельничим в походе против польского короля. |
| 1572                                | Овцын Иван Дмитриевич                | |
| 1577                                | Белый Василий Александрович          | |
| 1577                                | Новосильцев, Иван Петрович           | |
| ????                                | Сорокоумов-Глебов Казарин            | Занесён по родословной росписи Сорокоумовых-Глебовых. |
| Фёдор Иванович                      |                                      | |
| 1587-1601                           | Безобразов Истома (Харитон) Осипович | Наместник трети московской, сделал крупный вклад в Тихвинский монастырь (1601) |
| Лжедмитрий I                        |                                      | |
|                                     | Шапкин Семён Иванович                | |
| Василий IV Иванович Шуйский         |                                      | |
|                                     | Адодуров Иван Григорьевич            | |
| 1609                                | Безобразов Кузьма Осипович           | |
| Романов Михаил Фёдорович            |                                      | |
|                                     | Михайлов Константин Михайлович       | В Боярских книгах 1616 и 1619 годов было жалование 150 рублей и 1000 четвертей земли. Вместе с женою упомянут на второй свадьбе царя Михаила Фёдоровича (1626).                                                                  |
|                                     | Хрущов Степан Лукьянович             | |
| 1636-1640                           | Игнатьев Фёдор Иванович              | |
| 1640                                | Аничков Иван Михайлович              | Пожалован в думные дворяне (1682) |
| 1640                                | Болтин Баим Фёдорович                | Пожалован ясельничим (1682) |
| Романов Алексей Михайлович Тишайший |                                      | |
| 1650                                | Ртищев Михаил Александрович          | Пожалован в окольничие (06 августа 1650). |
| 1650                                | Ртищев Фёдор Михайлович              | Сын постельничего М. А. Ртищева, заведовал Царской Мастерской палатой. |
| до 1669                             | Ртищев Григорий Иванович             | Пожалован думным дворянином |
| 1669                                | Полтев Ф. А..                        | Из стряпчих с ключом |
| Романов Фёдор Алексеевич            |                                      | |
| 1676                                | Языков Иван Максимович               | Писался постельничьим думным |
| 1678                                | Шепелев Аггей Алексеевич             | Пожалован в окольничие (13 октября 1687). |
| 1682                                | Ртищев Михаил Алексеевич             | |
| 1689                                | Головкин Гаврила Иванович            | |
| Иван V Алексеевич                   |                                      | |
|                                     | Самарин Кирьяк Иванович              | При малолетстве Ивана V |
|                                     | Татищев Алексей Михайлович           | Постельничий и первый в мастерской Ивана V, при постановлении патриарха Андриана ставил место для Государя в Успенском соборе, второй постельничий Петра I Алексеевича (1703).                                                   |
| Пётр I Алексеевич                   |                                      | |
|                                     | Головкин Иван Семёнович              | Произведён в окольничьи (1689) |
|                                     | Князь Щербатов                       | Упоминается как постельничий с путём |
| 1689                                | Головкин Гаврила Иванович            | Сын постельничего И. С. Головкина, последний постельничий и чин переименован (1709) |
| Постельница                         |                                      | |
| 1569                                | Ельчина Мария                        | Постельница князя старицкого Владимира Андреевича, утоплена в реке Шексна по опричнине. |
| 1633                                | Волосатово Антонида                  | Постельница царицы Евдокии Лукьяновны. |
| 1633                                | Гриднева Соломонида                  | Постельница царицы Евдокии Лукьяновны (1633). |
| 1633                                | Гриднева Акулина                     | Постельница царевны Ирины Михайловны. |
| 1648                                | Епифанова Федосья                    | Пожалована в постельницы (1648). |
| 1679                                | Дедюрева Пелагея                     | |
| 1681                                | Голдобина Мария                      | Постельница царицы Натальи Кирилловны. |
| 1698                                | Васютинская Вера                     | Постельница царевны Софьи, участвовала в стрелецком бунте (1698). |